# Daniel Smith (nadador)
Daniel Smith (Australia, 28 de mayo de 1991) es un nadador olímpico australiano especializado en pruebas de estilo libre media distancia, donde consiguió ser medallista de bronce mundial en 2015 en los 4x200 metros.

## Carrera deportiva
En el Campeonato Mundial de Natación de 2015 celebrado en Budapest ganó la medalla de bronce en los relevos de 4x200 metros estilo libre, con un tiempo individual de 1:46.38 segundos, tras Reino Unido (oro) y Estados Unidos (plata).
Participó en los Juegos Olímpicos de Río de Janeiro 2016 en la prueba de relevos de 4 x 200 metros libres, quedando en la cuarta posición.